# Eugen C. Botezat
Eugen C. Botezat (n. 3/15 martie 1871, Tereblecea, Austro-Ungaria, azi Ucraina – d. 23 decembrie 1964, București) a fost un zoolog român. Contribuții în domeniul organelor de simț. A descoperit organele gustative la păsări. Membru corespondent al Academiei Române (1913), exclus în 1948, repus în drepturi în 1990.

## Biografie
S-a născut în comuna Tereblecea din Bucovina de Nord, Imperiul Austro-Ungar (azi în Ucraina) într-o familie de învățători. Face liceul la Cernăuți și Suceava (1888-1892). A absolvit Facultatea de Științe, secția științele naturii la Universitatea Cernăuți. În 1897 elaborează în cadrul Facultății de Științe din Cernăuți teza sa de doctorat privind histologia fină a terminațiilor nervoase pe care le descoperă în corpusculii tactili ai mamiferelor. Doctor în științe ale naturii la Universitatea din Praga (1898). În timpul vacanțelor (1894-1897) urmează cursurile de biologie marină de la stațiunea zoologică de la Triest aflată sub conducerea Universității din Viena.
La început profesor de liceu (1898-1919), asistent la Universitatea din Viena (1894-1897) și Praga (1897-1898), apoi profesor la Universitatea din Cernăuți, între 1918-1938, fiind și rectorul celei din urmă. Devine Membru corespondent al Academiei Române la 25 mai 1913, la propunerea Prof. univ. Ion Simionescu de la Universitatea din Iași, iar din 1936 este unul din membrii fondatori al Academiei de Științe din România. Membru al Societății Științifice de Anatomie din Berlin și al mai multor societăți științifice române și străine.
S-a dedicat cercetărilor de zoologie, histologie, anatomie comparată, ecologie, etologie, publicând 34 de lucrări de specialitate din domeniile morfologiei, anatomiei fiziologice, fiziologiei animale și cinegetică, creând o adevărată Școală de biologie la Cernăuți. Meritele lui au fost recunoscute și de regimul postbelic comunist din România prin acordarea titlului de Profesor Emerit al Republicii Socialiste România.
Studii privind terminațiile nervoase la perii tactili ai mamiferelor, anatomia și histologia organelor de simț la animalele vertebrate, dubla inervație a organelor tactile de la păsări și mamifere, filogenia perilor la mamifere etc.  În 1904  descoperă organele gustative la păsări, descoperire epocală. El pune în evidență dubla inervație a mușchilor striați și a epidermei, precum și activitatea glandulară legată de celulele senzoriale. Rezultatele cercetărilor lui Botezat sunt menționate în tratate de zoologie ca și în tratatul de histologie a sistemului nervos publicat de Ramon Y. Cajal.
Face primele descrieri precise asupra bourului (Bos primigenius) și a zimbrului (Bison bonasus). Consideră bourul ca reprezentant al taurinelor cu precizarea că ultimul exemplar a fost vânat pe teritoriul României în 1627. Observații asupra vieții în mediul natural și obiceiurilor căprioarelor, cerbilor, mistreților, urșilor, lupilor, râșilor etc. A fost unul din promotorii mișcării pentru protecția naturii.  Publică lucrări științifice și de popularizare.

## Distincții
- titlul de „Profesor Emerit al Republicii Populare Romîne” (13 octombrie 1964) „cu prilejul aniversarii a 100 de ani de la înființarea Universității din București, pentru activitate îndelungată, contribuție în dezvoltarea științei și merite deosebite în dezvoltarea învățămîntului superior”[3]

## Lucrări
- Despre bour și zimbru, 1913
- Originea și evoluția filogenetică a părului la mamifere, 1914
- Vânătoarea, factor de cultură și civilizațiune, 1942
- Valabilitatea doctrinei Iarkiene întemeiată pe funcția adaptivă, 1942
- Manual de zoologie, 1922-1924.